# والتر ماتيس
والتر ماتيس (بالإسبانية: Walter Matthysse)‏ مواليد 29 أغسطس 1978 في أرجنتينيون، هو ملاكم محترف أرجنتيني يصنف ضمن فئة وزن خفيف المتوسط.

## إحصائيات
خاض خلال مسيرته 32 نزالا، فاز في 26 وخسر في 5. فاز بالضربة القاضية في 25 نزالا.

## روابط خارجية
- والتر ماتيس على موقع بوكس ريك (الإنجليزية) (registration required)